# Drovenik
Drovenik je priimek v Sloveniji, ki ga je po podatkih Statističnega urada Republike Slovenije na dan 1. januarja 2010 uporabljalo 78 oseb in je med vsemi priimki po pogostosti uporabe uvrščen na 5.385. mesto.

## Znani nosilci priimka
- Božidar (Božo) Drovenik (1940—2020), biolog, entomolog, jamar
- Branko Drovenik - Funa (?—1963), športni delavec, kajakaš in kanuist
- Franc Drovenik (1915—1997), geolog
- Matija Drovenik (1927—2015), geolog, univ. profesor, akademik
- Tatjana Drovenik - Čalič, učiteljica, domoznanka, publicistka
- Tjaša Drovenik Adamec, organistka